# Cantón de Val d'Oingt
El cantón de Val d'Oingt (en francés canton de Val d'Oingt) es una circunscripción electoral francesa situada en el departamento de Ródano, de la región de Auvernia-Ródano-Alpes. La cabecera (bureau centralisateur en francés) está en Val-d'Oingt.

## Historia
Fue creado en 1790, al mismo tiempo que los departamentos. 
Al aplicar el decreto nº 2014-267 del 27 de febrero de 2014 sufrió una redistribución comunal con cambios en los límites territoriales.
Hasta 2020 se llamó cantón de Le Bois-d'Oingt.

## Composición
- Alix
- Bagnols
- Belmont-d'Azergues
- Le Breuil
- Bully
- Chamelet
- Charnay
- Châtillon
- Chessy
- Cogny
- Frontenas
- Jarnioux
- Légny
- Létra
- Moiré
- Porte-des-Pierres-Dorées
- Sainte-Paule
- Saint-Germain-Nuelles
- Saint-Jean-des-Vignes
- Saint-Vérand
- Ternand
- Theizé
- Val-d'Oingt
- Ville-sur-Jarnioux